# В защиту демократии
«В защиту демократии» — политический манифест Натана Щаранского, написанный совместно с Роном Дермером. Книга вышла на английском языке и попала в списки бестселлеров таких авторитетных изданий как The Washington Post и The New York Times. Книга получила высокую оценку президента США Джорджа Буша.

## Содержание
Основная идея книги, что установление демократии во всём мире необходимо, и в этом заинтересовано всё человечество. Никакая опора на диктаторов, выраженная крылатой фразой президента Франклина Рузвельта: «Сомоса может быть и сукин сын, но это наш сукин сын», не приведёт к долгосрочной стабильности, так как рано или поздно диктатор перестаёт быть «нашим» или начинает войну. Кроме того, люди, освободившиеся, наконец, от власти диктатора плохо относятся к тем державам, которые его поддерживали.
Попутно Щаранский и Дормер опровергают как миф представление, что демократия подходит лишь некоторым народам. Потребность в свободе, утверждают авторы, есть у каждого человека. Щаранский подтверждает свои слова письмами, полученными от диссидентов в разных странах, особенно на Ближнем Востоке. Многие из них пишут, что убедились, что Щаранский им не враг, а друг, так как призывает к их освобождению.